# Al Taliaferro
Charles Alfred Taliaferro (29 août 1905 - 3 février 1969), connu sous le nom de Al Taliaferro, est un dessinateur de bande dessinée s'inspirant des personnages de la Walt Disney Company. Il travaillait pour l'éditeur King Features Syndicate.

## Biographie

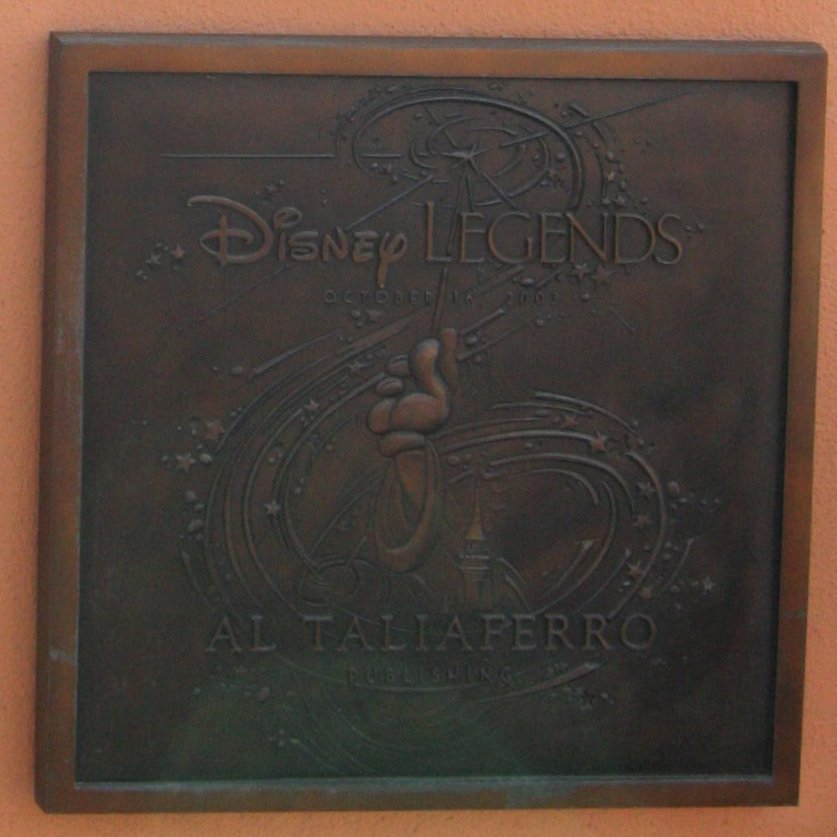
Plaque commémorative en l'honneur du Disney Legends Al Taliaferro.

Après des études à l'institut d'Art de Los Angeles, Al Taliaferro commence sa carrière professionnelle en tant que designer dans une entreprise de luminaire. En 1931, il est embauché par les Walt Disney Studios  où il va débuter dans la bande dessinée en réalisant l'encrage et le lettrage des histoires courtes de Mickey Mouse dessinées par Floyd Gottfredson. Sa première participation est datée du 26 février 1931 dans Mickey boxeur (Boxing Champion) au côté de Earl Duvall. Il poursuit l'encrage des bandes dessinées quotidiennes jusqu'en novembre 1932, date marquée par le départ de Duval, où il s'occupe à plein temps des bandes dessinées hebdomadaires s'occupant du dessin et du scénario en alternance avec Merrill De Maris.
Dès 1932, il participe au lancement d'une série de comics dérivée de la série animée Silly Symphonies. Le premier personnage inventé pour cette série est Bucky Bug, une coccinelle anthropomorphique. C'est le premier personnage à avoir sa série après Mickey. Al Taliaferro, avec l'aide de Ted Osborne va par la suite adapter différents épisodes de Silly Symphonies comme Les trois petits cochons avec la première apparition en bande dessinée de Grand Loup, Le Lièvre et la Tortue et Elmer l'éléphant. Et c'est en 1934 qu'arrive l'adaptation en comics de Une petite poule avisée qui signale la première apparition sur les planches de Donald Duck.
Avec le succès de ce personnage dans l'animation, il était naturel qu'il ait sa propre série de gags quotidiens de Donald Duck qui dura de 1934 à 1969. Al Taliaferro, fan du personnage, va militer pour qu'il apparaisse plus et dès 1936, Donald a une série de 16 mois appartenant à Silly Symphonies. En 1938, Donald hérite de son propre strip quotidien le dimanche.
Taliaferro va étoffer l'univers de Donald en créant plusieurs personnages :
- les neveux Riri, Fifi et Loulou en 1937[3] qui apparaîtront par la suite au cinéma,
- le Saint-bernard Bolivar en 1938[4] reprenant celui qui apparaît dans le dessin animé Les Alpinistes,
- le cousin Gus Glouton en 1938[5] qui va apparaître par la suite au cinéma,
- la voiture immatriculée « 313 » en 1940,
- Grand-Mère Donald en 1943[6]. Pour son personnage, Taliaferro s'est inspiré de sa propre belle-mère Mme Donnie M. Wheaton possédant le même type de coiffure[7].

C'est également lui qui fait apparaître pour la première fois, Daisy Duck, la petite amie de Donald dans les bandes dessinée, personnage venant du dessin animé L'Entreprenant M. Duck réalisé par Jack King et Carl Barks en 1940.
Al Taliaferro décède en 1969 et la production de strips est reprise par Frank Grunden au dessin et Bob Karp au scénario. Tous ses personnages ont été repris par d'autres dessinateurs de Disney, et particulièrement Carl Barks qui développa les personnages des neveux en créant les Castors Juniors.